# هورسمان (فلم)
هورسمان (بالإنجليزية: Horsemen) هو فيلم جريمة وغموض ودراما تم إنتاجه في الولايات المتحدة وصدر سنة 2009 بطولة دينيس كويد.

## القصة
يعيش محقق الشرطة (أيدان بريسلين) حالة نفسية سيئة بعد وفاة زوجته المفاجئة، وتفصله حواجز نفسية عن ولديه الصغيرين، في نفس الوقت الذي يتم تكليفه بالتحقيق في سلسة من جرائم القتل البشعة، والمروعة في المدينة، حيث يبدأ بالربط بين تلك الجرائم ليصل باستنتاجاته إلى وجود صلة تربط بين القاتل، وراكبي الخيول الأربعة في سِفْر الرؤية في الكتاب المقدس، فيدرك المحقق (بريسلين) أن راكبي الخيول هم إشارة رمزية للحرب، والمجاعة، والوباء، والموت، ليبدأ في استكمال الصورة الكاملة لحقيقة ما يدور في حياته.

## الميزانية والإيرادات
كلف الفيلم ميزانية تقدر بـ 20 مليون دولار وحقق أرباح تقدر بـ 2.4 مليون دولار فقط.

## روابط خارجية
- مقالات تستعمل روابط فنية بلا صلة مع ويكي بيانات